# Стигмати Святого Франциска (Мікеланджело)
«Стигма́ти Свято́го Франци́ска» (італ. Stigmate di san Francesco) — втрачена картина темперними фарбами, створена італійським скульптором і художником Мікеланджело Буонарроті близько 1500 року. За Вазарі — Мікеланджело створив тільки картон картини.

## Історія
За свідченнями Вазарі такий картон було створено Мікеланджело під час першого перебування у Римі (1496 —1500). У цей час хлопець жив у Рафаеля Ріаріо, кардинала Сан Джорджіо ін Велабро, перукар якого був живописцем. Мікеланджело потоваришував із перукарем «і намалював для нього на картоні Св. Франціска, що дістає стигмати, а перукар дуже старанно переніс цей малюнок на дошку у фарбах». Картина зберігалася «у першій капелі ліворуч від брами» в церкві Сан П'єтро а Монторіо.
Можливо, що робота Джованні де Веккі (італ. Giovanni de' Vecchi) змальована з роботи Мікеланджело[а], як це подає Філіппо Тітті. Однак, нема доказів, що Веккі взагалі бачив твір Мікеланджело. Також існують малоймовірні гіпотези, що картина Веккі була намальована поверх роботи Мікеланджело.
До цього ж періоду належить незавершена робота Мікеланджело «Покладення до гробу», замовлена для церкви Сант Агостіно.

## Для подальшого читання
- Ettore Camesasca. The Complete Paintings of Michelangelo = L'opera completa di Michelangelo pittore. — London : Weidenfeld and Nicolson, 1969. — 111 с.